# Nolle (Dissen am Teutoburger Wald)
Nolle ist ein Ortsteil im Norden der Stadt Dissen am Teutoburger Wald und liegt im Süden des Landkreises Osnabrück in Niedersachsen.

## Verkehr
Mitten durch das Ortszentrum verläuft die Rechenbergstraße (L94), die das verkehrstechnische Herz Nolles darstellt. Die L94 wir zunehmend von Ausweichverkehr der Fernfahrer belastet. Westlich angrenzend verläuft die Bundesautobahn 33.
Mit den Buslinien 309 und 419 der Verkehrsgemeinschaft Osnabrück gibt es einzelne Busverbindungen von Nolle nach Dissen, Bad Rothenfelde und Melle.
An der Haltestelle Dissen-Noller Siedlung halten ferner in regelmäßigem Taktverkehr die Buslinien von Osnabrück nach Bad Rothenfelde.

## Wirtschaft
Im umliegenden Gebirge des Teutoburger Waldes befanden sich zahlreiche Steinbrüche sowie Brennöfen. Diese sind heute jedoch stillgelegt. Den wirtschaftlichen Schwerpunkt bilden daher Landwirtschaft, Viehhaltung sowie die Forstwirtschaft.

## Natur
Das dünn besiedelte Gebiet um Nolle bietet der Natur viel Raum zur Entfaltung. Es dient als Naherholungsgebiet und lädt zum Wandern ein.
Koordinaten: 52° 7′ 40,8″ N, 8° 11′ 40″ O